# Muhammad Changiz Khan Tariqui
Muhammad Changiz Khan Tariqui,  (Urdu: محمد چنگیز خان طریقی , Chitral, 8 de diciembre de 1939-Chitral, 8 de marzo de 2012) poeta pakistaní gazal en urdu e idioma jovar. 
Estudió en la Universidad de Peshawar y trabajó como traductor y profesor. 
- Datos: Q6932442